# 쌍둥이자리 에타
쌍둥이자리 에타는 쌍둥이자리에 있는 삼중성계이다. 태양으로부터 약 380 광년 떨어진 곳에 있는 맨눈으로 볼 수 있는 변광성이다.

## 명명법
쌍둥이자리 에타는 해당 별의 바이얼 명명법이다. 전통적인 이름은 Tejat Prior, Propus(그리스어로 앞발을 의미한다.), Prapes와 PishPai(페르샤어로 앞발을 뜻하는 Pshpy, شپی, the)이다. 국제천문학연합은 2016년 별 이름에 관한 실무그룹(WGSN)을 조직해 별의 고유 명칭을 카탈로그화하고 표준화했다. WGSN의 2016년 7월 첫 속보에는 WGSN에 의해 승인된 첫 번째 2개의 이름 배치 표가 포함되어 있었다. 이 표에는 이 스타의 프로푸스가 포함되어 있다.
이 별은 γ Gem (Alhena), μ Gem (Tejat Posterior), ν Gem 및 ξ Gem (Alzirr)과 함께 아랍의 별자리Al Han'ah이었다 . 그들은 또한 "낙타의 고비"인 Al Nuḥāt의 이중 형태인 Al Nuḥātai와 관련이 있다.
동아시아의 별자리에서 ( 병음 : Yuè, 중국어 'Battle Axe')의 유일한 별이다.

## 주위

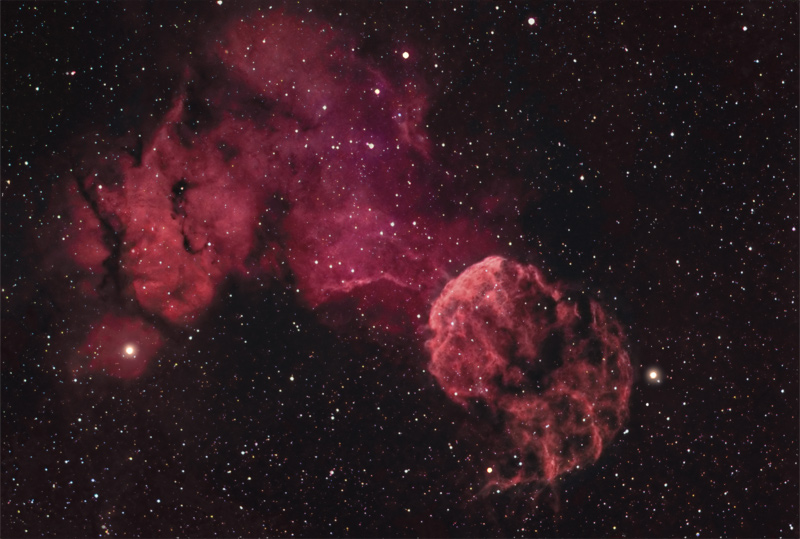
η Gem(오른쪽), μ Gem(왼쪽) 및 이들 사이의 성운

쌍둥이자리 에타는 서쪽 약 2도, 밝은 구상 성단인 M35 남동쪽 약 2도의 카스트로 쪽 기슭에 있다. 두 별 사이에는 몇 개의 희미한 성운이 있다.
쌍둥이자리 에타는 황도에서 남쪽으로 0.9도 떨어져 있으므로 달과 드물게 행성에 의해 엄폐될 수 있다. 행성에 의한 마지막 엄폐는 1910년 7월 27일 금성에 의해 이루어졌으며  그 다음으로 마지막 엄폐는 1837년 7월 11일 수성에 의해 발생했다.

## 가변성

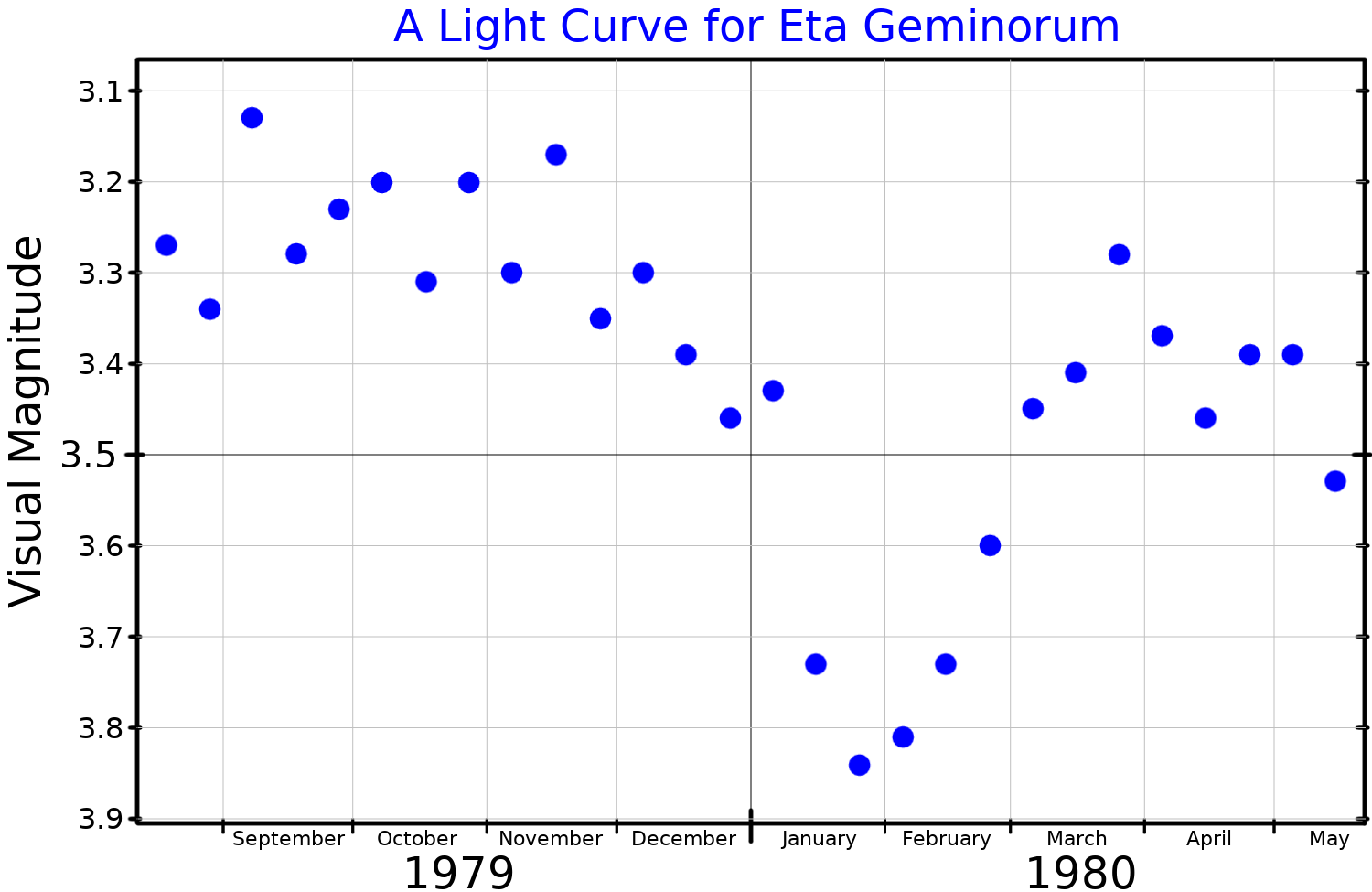
쌍둥이자리 에타의 1979-1980 엄폐에 대한 광도 곡선

1865년 줄리아스 슈미트는 쌍둥이 자리 에타가 변광성이라고 처음 보고했다. 빛의 변화는 슈미트와 다른 관찰자에 의해 일정 밝기의 긴 최대값, 크기와 모양이 크게 변화하는 최소값, 약 231일의 주기를 갖는 것으로 설명되었다. 별은 반규칙 변광성와 일식 변광성 모두로 분류되었다. 처음에는 일식이 의문시되었으나 1980년 2월, 1988년 4월, 2012년 10월이라는 특수한 상황에 의해 일식이 자주 관측되었다. 일식은 약 절반의 깊이와 몇 주간의 지속 시간을 가지고 있다.
반 규칙적인 변화는 SRa 유형으로 분류되어 진폭과 광도 곡선 모양에서 약간의 변화가 있는 비교적 예측 가능한 주기성을 나타낸다. 이러한 유형의 변광성는 미라형 변광성과 매우 유사하지만 진폭이 더 작은 것으로 간주된다.

## 체계

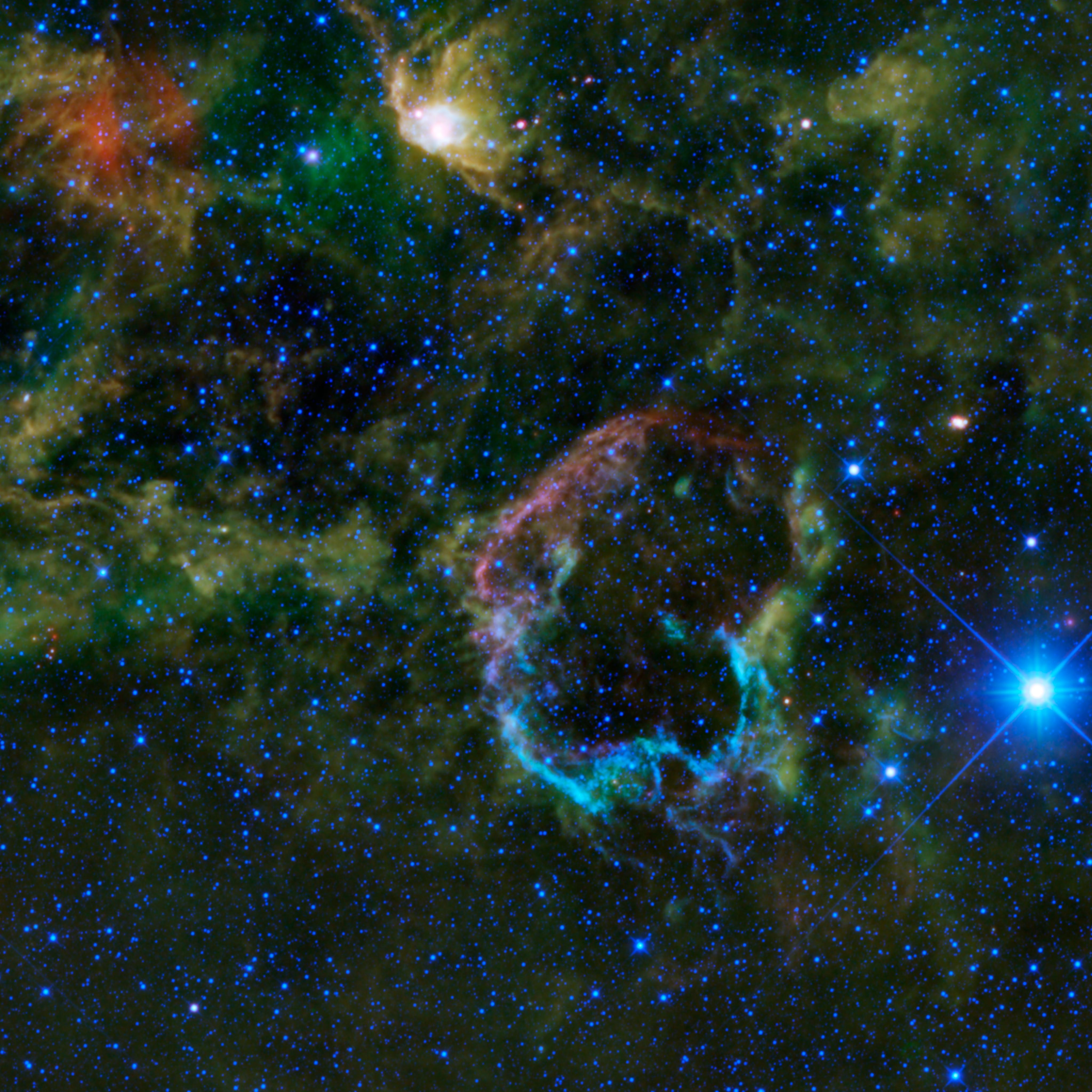
η Gem은 초신성 잔해 IC 443 바로 바깥에 있는 밝은 별이다(WISE 적외선 이미지).

η 쌍둥이자리는 삼중계로, M급의 밝은 별은 반경 방향 속도 변화로만 알려진 가까운 동반자와 시각적으로 확인되는 더 먼 동반자가 있다.
1881년 바넘은 이 별에게 동반성이 있음을 관찰하였다. 당시 분리는 1.08인치로 측정됐다. 이것은 현재 1.65인치로 증가했고 궤도는 474년의 길이로 상당히 긴 것으로 계산되고 있다. 동반성은 G0 스펙트럼형이 추측되며, 그 밝기를 바탕으로 거대하다고 가정된다.
1902년 윌리엄 월레스 캠벨은 이 별이 방사 속도의 변화를 보였다고 보고했다. 주기나 다른 궤도 파라미터는 결정되지 않았지만 별은 분광 이진법이라고 가정했다. 1944년에 계산된 궤도는 오늘날에는 본질적으로 변화가 없으며 기간은 2983일, 편심률은 0.53이다. 도출된 궤도에 해당하는 일식의 징후를 찾아 관찰하였으나, 그 증거는 결정적이지 않은 것으로 간주되었으며, 일식은 한참 후에야 확인되었다. 스펙트럼 외관상 분광학적 동반자는 더 적색왜성일 것으로 의심된다.

## 진화
쌍둥이자리 에타는 현재 점근거성가지 단계이며, 원래는 2-8 M☉ 이었던 고도로 진화된 F ~ A형 분광형이었다.

## 유래
USS Propus (AK-132)는 별의 이름을 따서 명명된 미해군 크레이터급 화물선이다.